# リビンスク RD-41

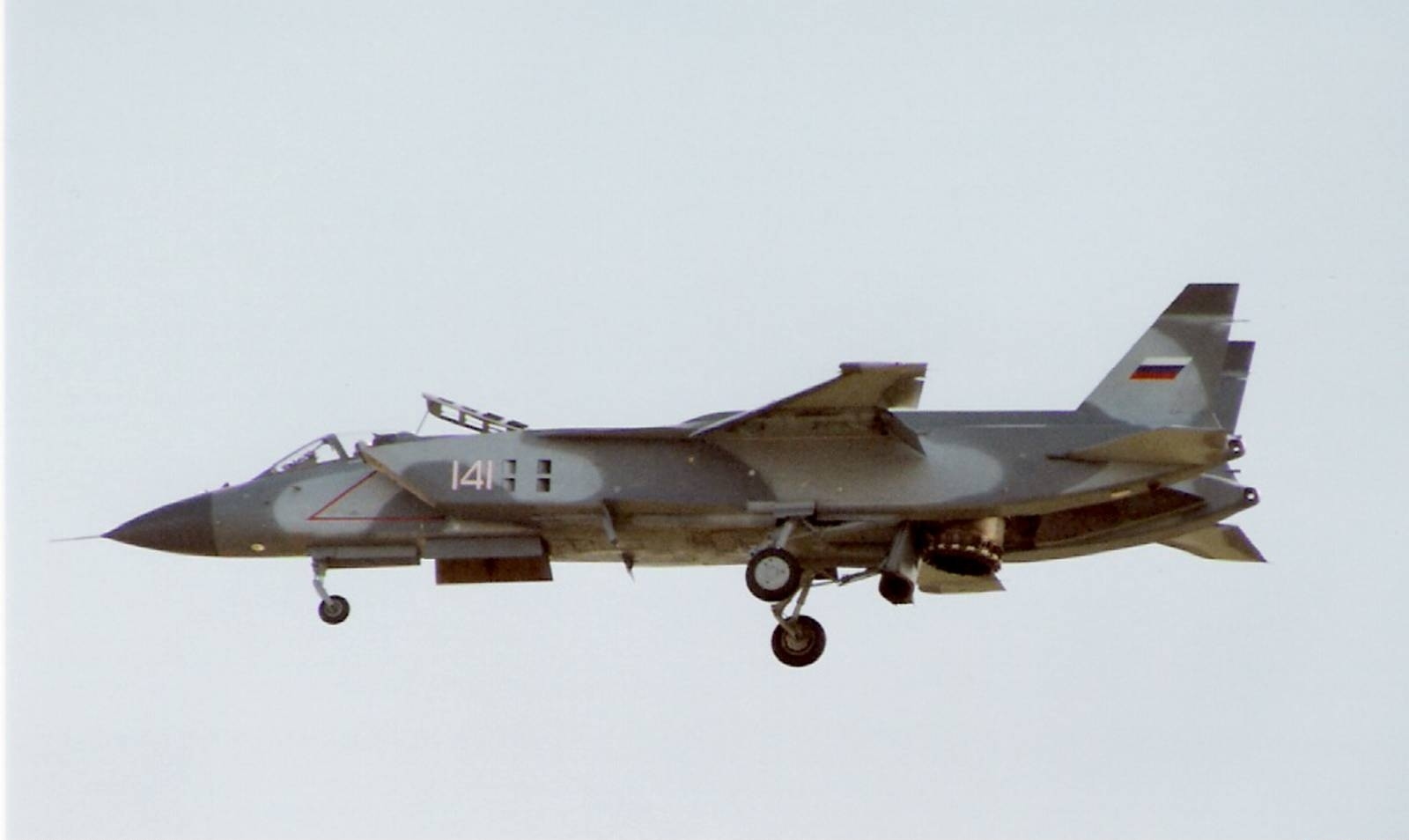
RD-41を使用中のYak-141

RD-41（ロシア語: Рыбинск РД-41）は、ルイビンスクエンジン設計局で開発された、推力偏向制御を備える単軸ターボジェットエンジン。浮上用としてYak-141の試作機の垂直離着陸に使用された。いくつかの情報源では、このエンジンはRD-48とも呼ばれる。

## 概要
単軸のエンジンで以下の要素で構成される。
- 給気口
- 軸流式圧縮機（7段）
- 環状燃焼室
- タービン（1段）
- 調節可能な臨界断面積を持つ軸対称旋回ノズル
- ノズルの端部には回転ノズルがあり、これはエンジンの長手方向軸から±12.5°の角度で長手方向垂直面内の推力偏向をもたらす[1]。エンジンは浮上用のみを目的としていたので、専用の燃料供給装置を備えずに浮上前進用のエンジンであるソユーズ R-79V-300と燃料供給システムを共用していた[2]。RD-41は2.5 km以下の高度と550 km/hを超えない飛行速度で使用された。

## 開発
このエンジンは1975年から1984年にかけて、リビンスク設計局(RKBM)でNikolay Sergey Novikovの指示の下で設計と開発された。1984年からYak-141開発計画の完了まで、約 25-30基のエンジンが生産された。
RD-41の機能と構造は、ソビエト海軍の戦闘機であるYak-38で使用された同じくRKBMで設計されたRD-36-35浮上用エンジンと同様だったが、RD-36-35とは異なり、RD-41は推力偏向用の油圧駆動ノズルを備えていた。これにより、浮上用エンジンの推力ベクトル（±12°）をわずかに変更することが可能になり、浮上時の安定性が向上した。Yak-141では、旋回ノズル付きの主エンジンが機体の後部に配置され、2基の浮上用エンジンが操縦席の後部に設置された。
エンジンは一軸で圧縮機ハウジング、燃焼室、タービンハウジングおよびノズルの外側ケーシングは軽量化のためにチタン合金が多用された。タービンディスクやタービンブレードは耐熱ニッケル合金製だった。軸流式圧縮機は7段でそれらを駆動するタービンは単段でアニュラ型燃焼室を備えていた。ノズルの臨界断面積は制御することができた。

## 搭載機
- エンジン（各2個）は、垂直離着陸機であるYak-141の試作機（製品48-1、48-2、および48-3）に搭載された。

## 諸元
- 設計者 - アレクサンダー・セルジーヴィッチ・ノビコフ
- 開発期間 - 1975年から1984年まで
- 運用期間 - 1984年から1992年まで
- 生産期間 - 1984年以降
- 乾燥重量 - 290 kg[2]
- 全長 - 1594 mm[2]
- 直径 - 635 mm[2]
- 離陸時推力 - 4,100kgf[2]
- タービン温度 - 1,207℃[2]
- 圧力上昇の程度 - 6.28[2]
- 制御 - 3重系統の電子式[2]
- 空気流量 - 53.5 kg / s
- 推力毎の燃料消費量 - 1.4 kg / kgf・h[3]